# Bergnäset
Bergnäset ist eine Ortschaft (Tätort) in der schwedischen Provinz Norrbottens län und der historischen Provinz Norrbotten. Sie gehört zur Gemeinde Luleå.
Bergnäset liegt westlich vom Lule älv.